# Adolph Woermann (Schiff, 1888)
Die zweite Adolph Woermann der Woermann-Linie entstand 1896 durch die Umbenennung des von der Hamburg Südamerikanischen Dampfschifffahrts-Gesellschaft (HSDG) angekauften Postdampfers Belgrano für den Passagier-, Fracht- und Postdienst zu den westafrikanischen Deutschen Schutzgebieten Togo und Kamerun.
Die Belgrano war 1888 von der Reiherstiegwerft für die Hamburg-Süd und deren Brasilienverkehr gebaut worden. 1906 wurde das Schiff erneut umbenannt. Um den Namen des Firmenchefs Adolph Woermann für einen der neuen Reichspostdampfer auf der „Rund um Afrika“-Linie frei zu machen, hieß es nun Frieda Woermann.
1914 lief die Frieda Woermann am 4. August Bahia als Schutzhafen an. Dort wurde das Schiff 1917 von der brasilianischen Regierung beschlagnahmt und als Macapa wieder in Fahrt gebracht. 1927 ging das Schiff in das Eigentum der Staatsreederei Lloyd Brasileiro über. 1934 wurde das 46 Jahre alte Schiff in Spanien abgewrackt.

## Geschichte
Seit 1880 betrieb das Handelshaus C. Woermann seinen seit 1849 bestehenden Schiffsverkehr nach Afrika mit Dampfschiffen. Die ersten boten auch Platz für 15 bis 20 Passagiere. Ab 1893 bediente die inzwischen vom Handelshaus abgetrennte Reederei „Woermann-Linie GmbH“ (WL) mit vier Linien fast jeden Hafen der westafrikanischen Küste zwischen Marokko und Angola. Der Passagierverkehr steigerte von 85 Personen im Jahr 1885 erheblich und die Reederei beschaffte erstmals Schiffe mit einer Passagiereinrichtung für über 100 Passagiere.
Die Reederei erwarb 1896 von der Hamburg-Süd zwei Postdampfer. Als erstes Schiff kam die 1888 von der Reiherstiegwerft gebaute Belgrano als Adolph Woermann, benannt nach dem Chef der Reederei, im Mai in den Dienst der WL, der dann im Juli noch die von derselben Werft stammende San Nicolas als Lothar Bohlen folgte. Sie stammten aus einer Serie von 19 Postdampfern der Hamburg-Süd, die diese zwischen 1886 und 1895 bei Armstrong (4), der Reiherstiegwerft (8) und Blohm & Voss (7) hatte bauen lassen. Zwischen 1896 und 1905 gab die Hamburg-Süd die Mehrzahl dieser Schiffe an andere deutsche Reedereien ab; nur die drei letzten Schiffe waren 1914 noch im Besitz der Hamburg-Süd im Patagonien-Dienst, die zuletzt fertiggestellte Argentina als President Mitre unter argentinischer Flagge.
Die Woermann-Linie erwarb von der Hamburg-Süd auch noch drei weitere Schiffe dieser Klasse. 1898 die Montevideo dann Helene Woermann als Ersatz für die durch Strandung verloren gegangene Lothar Bohlen. 1902 die Buenos Aires dann Ascan Woermann und 1904 die Rosario dann Erich Woermann. Die Helene Woermann und Erich Woermann wurden 1907 im Zuge der Betriebsgemeinschaft mit der Hapag an den neuen Partner abgegeben, der sie bis zum Beginn des Ersten Weltkriegs als Lome und Togo weiter nach Westafrika einsetzte.
Ab 1900 gab die Woermann-Linie auch Passagierschiffe als Neubauten in Auftrag.

### Baugeschichte
Die Adolph Woermann ex Belgrano war unter der Baunummer 368 auf der Reiherstiegwerft gebaut worden. Nach dem Stapellauf im März 1888 als 6. Schiff der neuen Postdampferserie der Hamburg-Süd, lieferte die Werft das mit 2578 BRT vermessene Schiff am 2. Juni 1888 als ihren 3. Neubau ab. Gegenüber den beiden Vorgängern war die Belgrano mit 98,3 m vier Meter länger. Die Passagiereinrichtung des Schiffes bei Fertigstellung war für 40 Fahrgäste der I. Klasse und 240 im Zwischendeck ausgelegt. Dies entsprach weitgehend den Schwesterschiffen. In der Schiffsmitte hatten die Dampfer ein relativ kleines und niedriges Deckshaus. Das Achterschiff hatte ein relativ langes Deckshaus wie bei allen Schiffen dieser Klasse. Neben der Dreifach-Expansionsmaschine von 1550 PS, die eine Reisegeschwindigkeit von bis zu 11,5 Knoten (kn) ermöglichte, war das Schiff auch als Brigantine getakelt.
Die Ablösung dieses Schiffstyp als Hauptträger des Linienverkehrs bei der Hamburg-Süd erfolgte ab 1895 durch die neuen Postdampfer der Asuncion-Klasse.

### Einsatzgeschichte
Die Belgrano begann ihre Jungfernfahrt am 15. Juni 1888 von Hamburg zum La Plata nach San Nicolas. Bis zu ihrem Verkauf am 25. Mai 1896 blieb sie auf den Hauptlinien der Hamburg-Süd im Einsatz. Sie und ihr ebenfalls an die Woermann-Linie verkauftes Schwesterschiff San Nicolas waren die ersten Schiffe der Baureihe, die von der Hamburg-Süd abgegeben wurden.
Unter dem Namen Adolph Woermann wurde das Schiff mit 2448 BRT als größtes der WL dann nach Westafrika eingesetzt. Die zuvor von der WL eingesetzte erste Adolph Woermann war ein von Blohm & Voss gebauter Dampfer von 1687 BRT und Platz für 31 Passagiere, der 1886 geliefert wurde und am 2. Februar 1894 vor Nifou aufgelaufen und gesunken war.
Die Passagiereinrichtung der neuen Adolph Woermann wurde für 124 Fahrgäste in drei Klassen umgebaut. Der Einsatz erfolgte zusammen mit dem in Lothar Bohlen umbenannten Schwesterschiff, das allerdings am 29. Mai 1898 vor Cap Palmas auf dem Weg nach Accra durch Strandung verloren ging.
Ersetzt wurde sie durch die bei Blohm & Voss gebautene Helene Woermann (ex Montevideo). Im Dienst der WL wurde die Rahtakelung am Vormast entfernt. Bis 1904 wuchs die Flotte der ehemaligen Hamburg-Süd-Postdampfer auf vier Einheiten an, die auch als Truppentransporter und Transporter von eingeborenen Hilfskräften während des Herero-Aufstands herangezogen wurde.
Um den Namen des Firmenchefs für das im Bau befindliche größte Schiff der WL (6268 BRT) freizumachen, wurde die zweite Adolph Woermann 1906 in Frieda Woermann umbenannt.
1907 wurden die Helene Woermann und die 1904 erworbene Erich Woermann (ex Rosario, Bj. 1893) im Zuge der Betriebsgemeinschaft mit der Hapag an den neuen Partner abgegeben, der sie bis zum Beginn des Ersten Weltkriegs als Lome und Togo weiter nach Westafrika einsetzte. Die 1902 erworbene Ascan Woermann (ex Buenos Aires, Bj. 1893) ging am 9. Januar 1908 vor Grand-Bassam durch Strandung verloren.

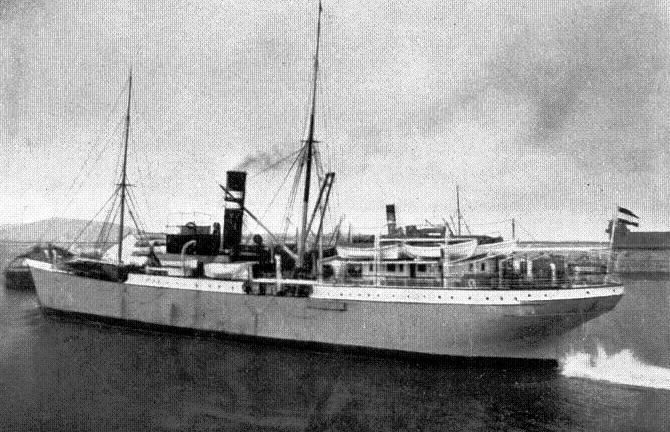
Frieda Woermann

Nach Kriegsausbruch 1914 lief die Frieda Woermann am 4. August Bahia als Schutzhafen an. Dort lag sie mit den deutschen Schiffen Rauenfels, Steiermark und Santa Lucia und zwei österreichischen Dampfern. Im Juli 1917 wurde das Schiff von der brasilianischen Regierung wie die anderen 43 deutschen Schiffe in Brasilien beschlagnahmt. Von der Woermann-Linie wurden vier weitere Schiffe – Gertrud Woermann (6465 BRT), Henny Woermann (6082 BRT), Carl Woermann (5715 BRT), Arnold Amsinck (4526 BRT) – beschlagnahmt. Die Besatzung beschädigte die Maschine des Schiffes, bevor sie die Frieda Woermann räumen musste.
1920 kam das Schiff benannt nach der Hauptstadt Macapá des brasilianischen Bundesstaates Amapá wieder in Fahrt. Die Macapa ging 1927 in das Eigentum der brasilianischen Staatsreederei Lloyd Brasileiro über. 1934 wurde das 46 Jahre alte Schiff in Spanien abgewrackt.
| Schicksal der von Woermann angekauften Schwesterschiffe | Schicksal der von Woermann angekauften Schwesterschiffe | Schicksal der von Woermann angekauften Schwesterschiffe | Schicksal der von Woermann angekauften Schwesterschiffe | Schicksal der von Woermann angekauften Schwesterschiffe | Schicksal der von Woermann angekauften Schwesterschiffe |
| ------------------------------------------------------- | ------------------------------------------------------- | ------------------------------------------------------- | ------------------------------------------------------- | --- | ------------------------------------------------------- |
| Name                                                    | Bauwerft                                                | BRT                                                     | Stapellauf in Dienst                                    | weiteres Schicksal |                                                         |
| Lothar Bohlen bis 1896: San Nicolas                     | Reiherstiegwerft BauNr. 369                             | 2515                                                    | .08.1888 17.10.1888                                     | 29. Mai 1898 gestrandet und Verlust, Passagiere und Ladung weitgehend gerettet |                                                         |
| Helene Woermann bis 1898: Montevideo                    | Blohm & Voss BauNr. 58                                  | 2583                                                    | 8.08.1888 8.01.1889                                     | 30. April 1907 an Hapag als Lome, 1914 in der Douala als Blockschiff versenkt, 1915 gehoben und repariert in britischen Diensten Africshore, 1924 unter türkische Flagge Sakarya, 19. Mai 1943 aufgelaufen und gesunken |                                                         |
| Ascan Woermann bis 1902 : Buenos Aires                  | Blohm & Voss BauNr. 94                                  | 3184                                                    | 2.03.1893 20.04.1893                                    | 9. Januar 1908 Totalverlust nach Strandung |                                                         |
| Erich Woermann bis 1904: Rosario                        | Blohm & Voss BauNr. 95                                  | 3184                                                    | 15.04.1893 27.05.1893                                   | 2. Mai 1907 an Hapag als Togo, 1914 Zuflucht in Sao Vicente, 1916 beschlagnahmt und als Brava unter portugiesischer Flagge, 3. September 1918 durch UB 125 versenkt                                                     |                                                         |